# Stade de Mbour
Stade de Mbour is een Senegalese voetbalclub uit M'bour. De club speelt in Ligue 1. Thuiswedstrijden gaan door in het Stade Municipal de Mbour - Stade Caroline Faye.

## Erelijsten
Beker van Senegal
Winnaar: 2017